# Родерік Міранда
Родерік Міранда (порт. Roderick Miranda, нар. 30 березня 1991, Одівелаш) — португальський футболіст, захисник австралійського клубу «Мельбурн Вікторі».

## Клубна кар'єра
Родерік є вихованцем молодіжної академії «Бенфіки» в яку він був прийнятий у віці 9 років, перейшовши з футбольної школи клубу «Одівелаш». Через 10 років він дебютував в основній команді, зігравши кілька матчів на початку сезону і в кубку Португалії.
У сезоні 2011/12 року «Бенфіка» віддала Міранду в оренду в швейцарський «Серветт», тренером якої був колишній футболіст «орлів» Жоао Алвеш. В чемпіонаті Швейцарії Родерік провів 24 матчі.
По завершенні оренди в Швейцарії, 31 липня 2012 року, «Бенфіка» знову відправила захисника в оренду — в іспанське «Депортіво». 1 листопада в матчі Кубка Іспанії проти «Мальорки» (1:1) Родерік дебютував за нову команду. 25 листопада в поєдинку проти «Атлетіка» Міранда дебютував в Ла Лізі, проте закріпитись в команді не зумів, зігравши до кінця року лише три матчі в національному чемпіонаті, після чого у січні повернувся в «Бенфіку».
В липні 2013 року Родерік перейшов до португальського «Ріу-Аве». 18 серпня в матчі проти «Белененсеша» він дебютував за нову команду. Протягом наступних чотирьох сезонів відіграв за клуб з Віла-ду-Конді 72 матчі в національному чемпіонаті.
13 червня 2017 року уклав чотирирічний контракт з клубом англійського Чемпіоншипу «Вулвергемптон Вондерерз». В англійській команді спочатку був гравцем основного складу, проте поступово втратив місце в «основі» і за результатами сезону заніс до свого активу лише 19 матчів в усіх змаганнях.
Влітку 2018 року на умовах річної оренди перейшов до грецького «Олімпіакоса».

## Виступи за збірну
2010 року у складі збірної Португалії до 19 років брав участь у юнацькому чемпіонаті Європи у Франції, на якому був капітаном, а збірна зайняла третє місце у групі і кваліфікувалась на молодіжний чемпіонат світу 2011 року в Колумбії. На мундіалі також був основним гравцем молодіжної збірної Португалії, зігравши у всіх матчах, в тому числі і в програному фіналі проти однолітків з Бразилії (2:3). Всього на молодіжному рівні зіграв у 14 офіційних матчах.